# Missionarie di Gesù Eterno Sacerdote

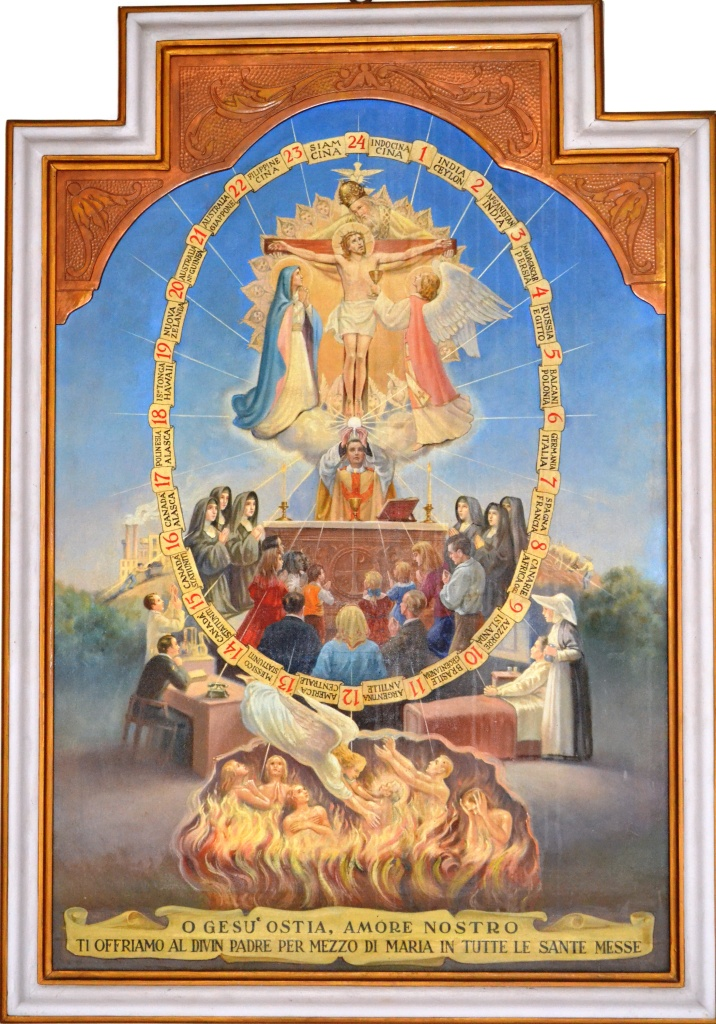
Zegar eucharystyczny z modlitwą:
O Jezu Eucharystyczny, Miłości nasza, Ciebie ofiarujemy Miłosiernemu Ojcu, przez pośrednictwo Maryi, w każdej Mszy Świętej

Misjonarki Jezusa Wiecznego Kapłana – żeńskie zgromadzenie zakonne na prawie papieskim, członkinie zgromadzenia posługują się skrótem  M.G.E.S..

## Historia
Zgromadzenie zostało założone przez Małgorzatę Marię Guaini, która w 1945 roku opuściła klasztor Sióstr Miłosierdzia w Brescii i wraz z czterema współtowarzyszkami zamierzała założyć nową wspólnotę zakonną o charakterze klauzurowym.
Po spotkaniu z biskupem Janem Montini (późniejszym papieżem Pawłem VI), fundatorka postanowiła założyć zgromadzenie sióstr prowadzących życie czynne. W 1946 roku wspólnota zakonna osiadła w Matera, gdzie siostry otrzymały habit zakonny z rąk biskupa miejsca Wincentego Cavalla.
Fundatorka w 1953 r. przeniosła się do Novara, biskup miejsca Gilla Wincenty Gremigni, zatwierdził dekret erekcyjny zgromadzenia i 27 grudnia 1954 r. zostały złożone pierwsze profesje zakonne.
Zgromadzenie zostało zatwierdzone dekretem papieskim 8 grudnia 1975 roku.

## Działalność i rozwój
Siostry zakonne poświęcają się szerzeniu kultu eucharystycznego wśród wiernych oraz wspomagają kapłanów w ich działaniach duszpasterskich.
Oprócz Włoch mają one swoje placówki w Boliwii, na Filipinach, w Indiach, Peru i Urugwaju. Dom generalny zgromadzenia znajduje się w Rzymie przy ul. Trionfale.
W 2011 r. zgromadzenie miało 214 sióstr w 34 domach zakonnych